# Rinna Hauch
Frederikke "Rinna" Elisabeth Hauch (født Brun Juul, 13. juni 1811 i Helsingør, død 24. marts 1896 på Frederiksberg) var en dansk forfatter.
Rinna Hauch blev som barn forældreløs og voksede op hos en onkel kommandør Christian Wulf på Petersgaard i nærheden af Vordingborg. Her fik hun en fri og god undervisning og stiftede bekendtskab med store forfattere som Goethe og Shakespeare.
Som syttenårig blev hun gift med digteren Carsten Hauch, der var næsten tyve år ældre og lektor ved Sorø Akademi. Som hustru til Carsten Hauch kom hun tæt på mange af tidens markante skikkelser, idet der blev ført et livligt selskabsliv hos familien Hauch. Samtidig fødte hun otte børn, men fik også tid til at skrive:
Rinna Hauch debuterede i 1840 med bogen Tyrolerfamilien og De Tre Haarlokker en samling af to romaner, som blev udgivet af ægtemanden. Sin anden roman, Fru Werner, udgav hun under pseudonym i 1844. Disse værker tilhører romantikken og fokuserer positivt på kvinderollen i tiden.
Imidlertid mistede Rinna Hauch efterhånden troen på det romantiske kultursyn, og hun blev i stedet optaget af det moderne gennembrud. Hun blev medlem af Dansk Kvindesamfund og Socialdemokratiet, og hun udgav novellen "En Fortælling om et Barn", som udkom i 1875 i tidsskriftet Det nittende Aarhundrede, redigeret af Georg og Edvard Brandes.
Hun begik selvmord i en høj alder; årsagen hertil er der flere tolkninger af. Måske et udslag af fortvivlelse.